# لوون
لُوِن یا لووِن (به فرانسوی: Louvain، به انگلیسی: Leuven) مرکز ایالت برابانت فلاندری در کشور بلژیک است. این شهر در فاصله ۲۶ کیلومتری شرقی پایتخت بلژیک شهر بروکسل قرار دارد. این شهر از تاریخی‌ترین شهرهای بلژیک است.
این شهر ۹۰٬۷۰۶ نفری دارای مساحت ۵۶٫۶۳ (کیلومتر مربع) و با تراکم جمعیت ۱٬۶۰۲ نفر است.
دانشگاه کی یو لون بلژیک که قدیمی‌ترین و بزرگ‌ترین دانشگاه کشورهای پست است در این شهر قرار دارد.

## شهرهای خواهرخوانده
لون با چهار شهر زیر خواهرخوانده است:
- هرتوگنبوش، هلند
- کراکوف، لهستان
- لودنسشد، آلمان
- رن، فرانسه

این شهر با شهرهای زیر نیز شراکت تجاری دارد:
- تاینان، تایوان
- استلنبوش، آفریقای جنوبی
- کریستیان سبیو، رومانی

## نگارخانه

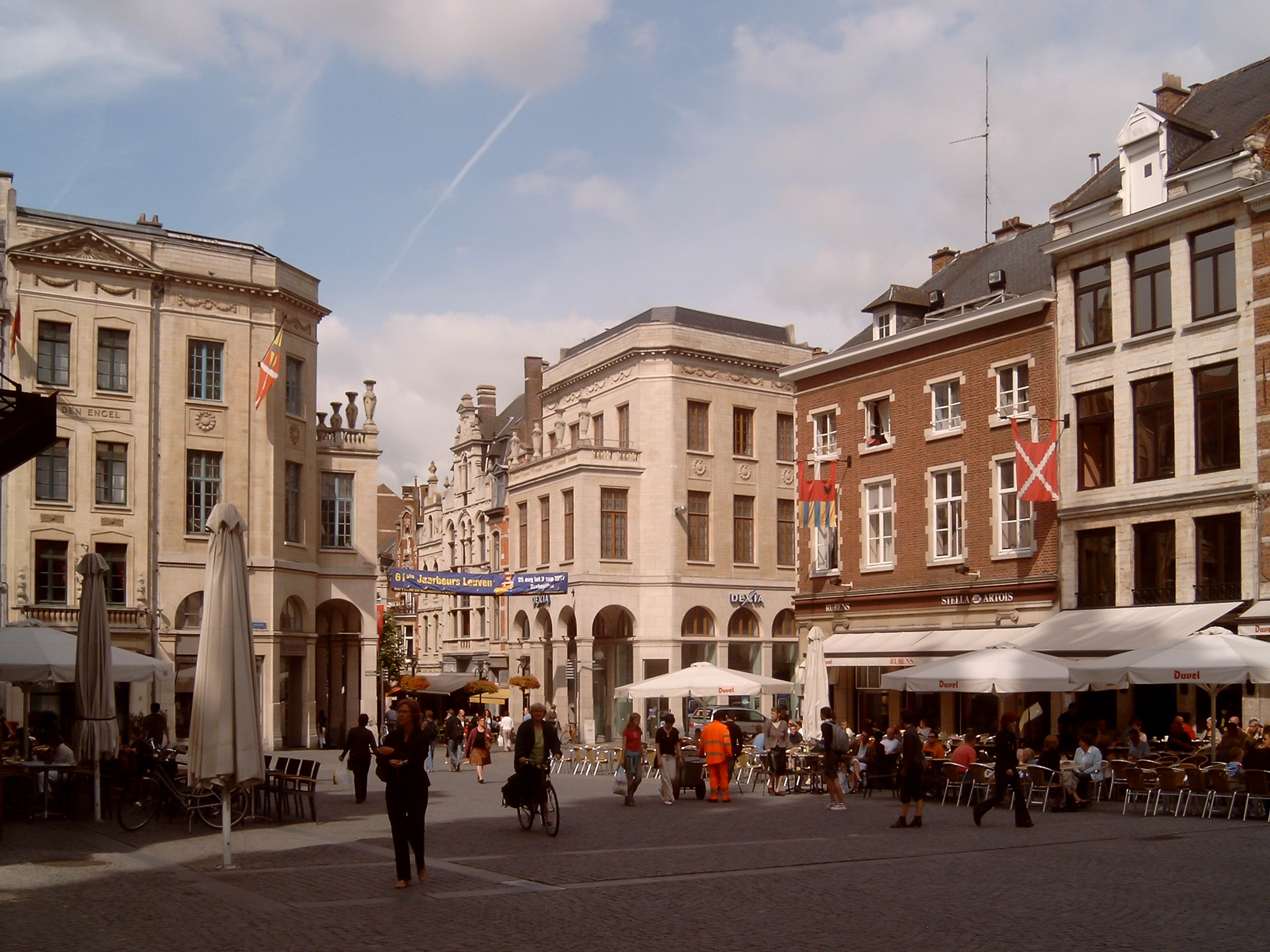
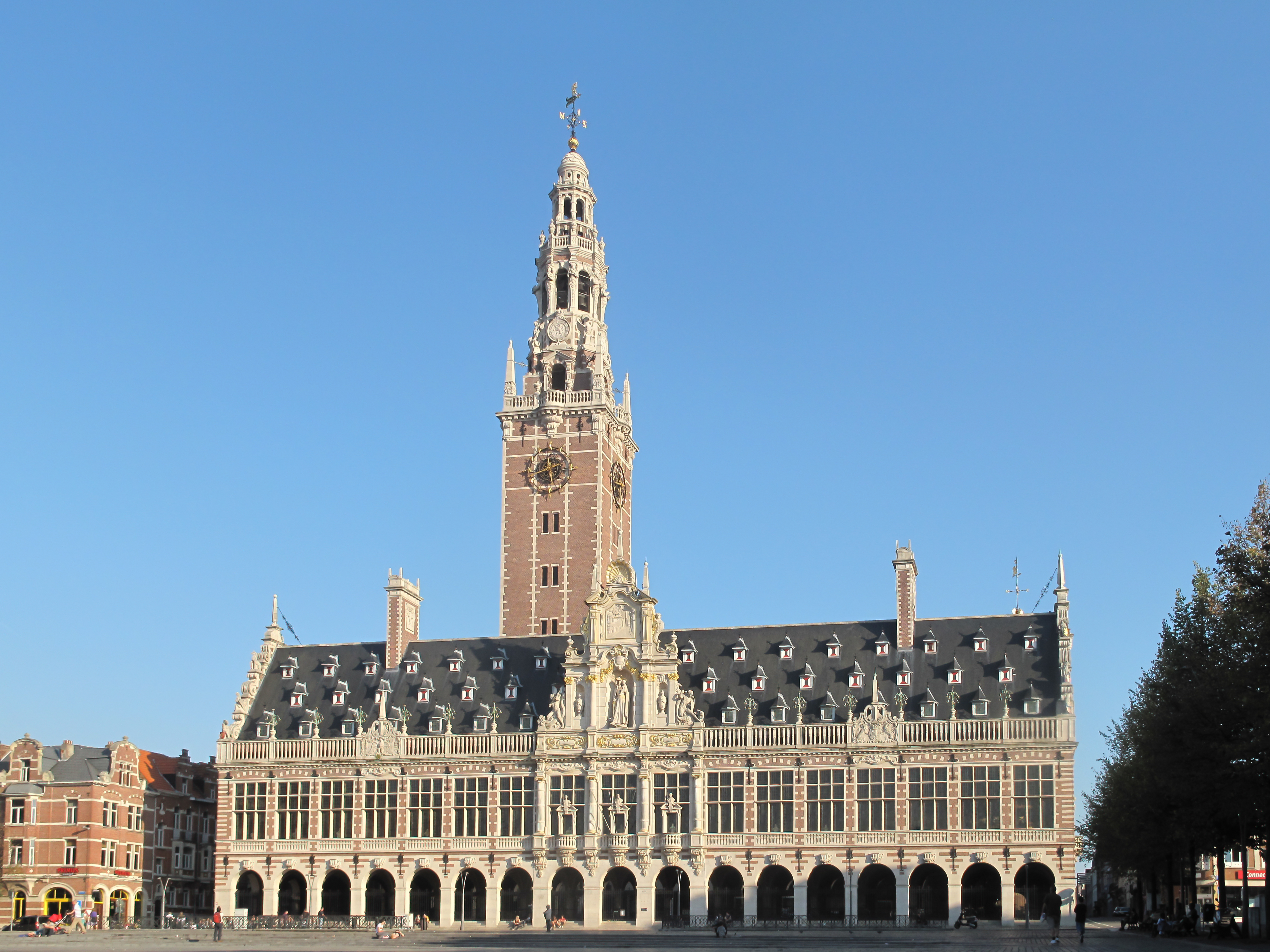
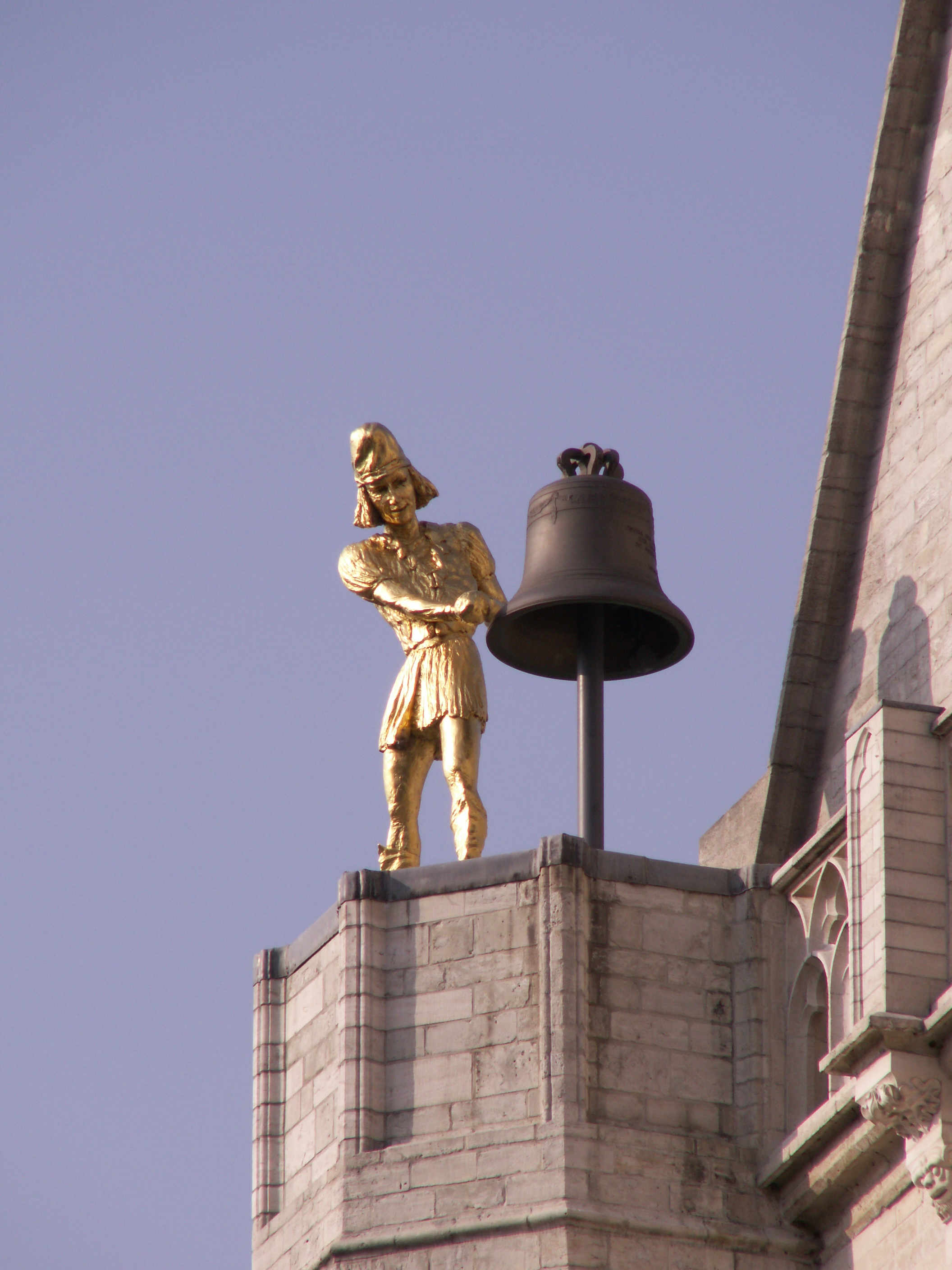
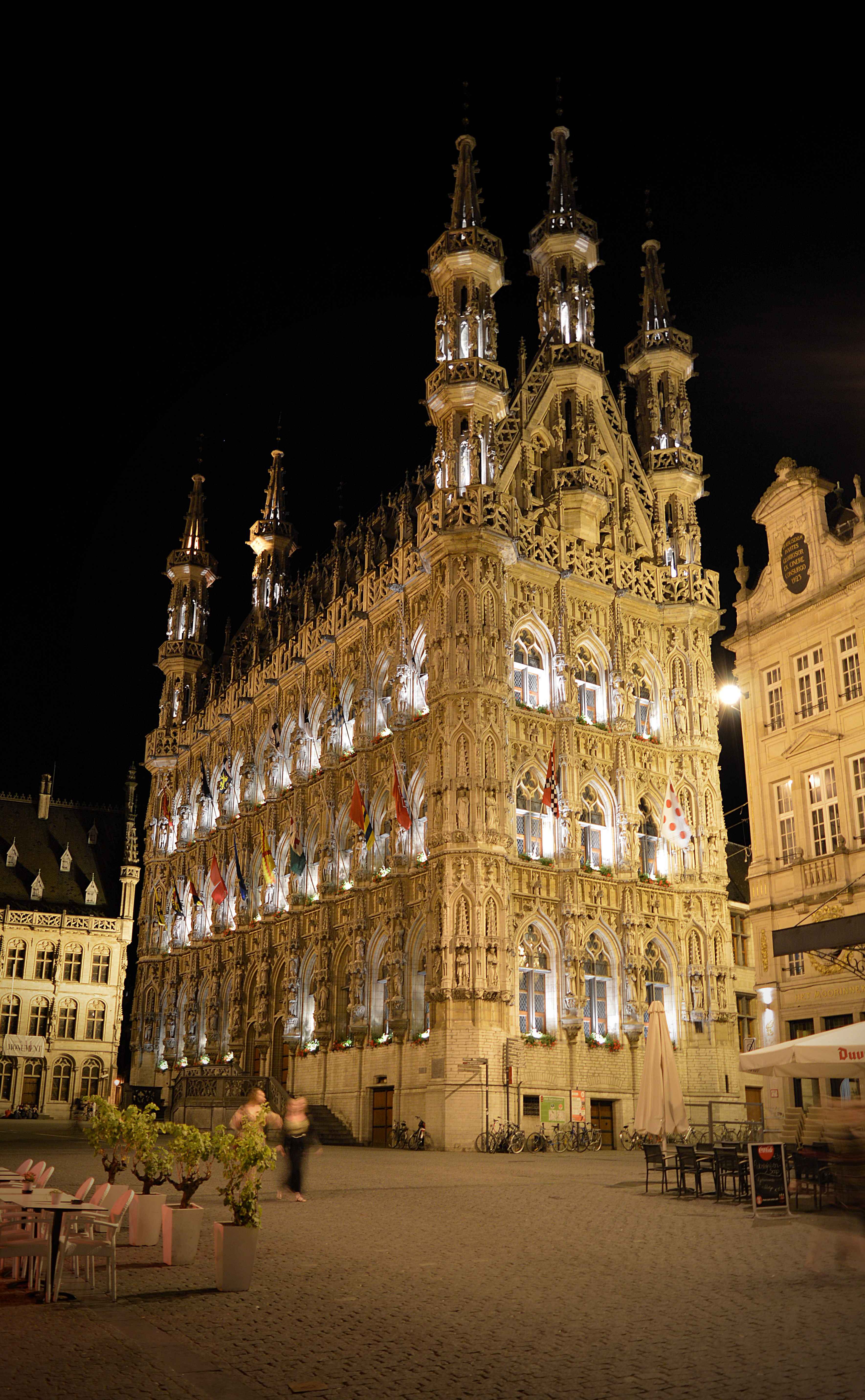